# 叶李
葉李（？—？），字太白，一字舜玉，號亦愚，杭州富陽縣慶護里（今環山鄉）人，宋末政治人物。
宋理宗時為太學生，與同學康棣、朱清等八十三人伏阙上書，揭露賈似道禍國殃民。因此被流放漳州。德祐元年（1275年），贾似道被贬，葉李遇赦返。朱清迎之於江上，歸隱富春山中。至元十四年（1277年），行台侍御史程钜夫奉詔求江南遺逸，授葉李爲奉訓大夫、浙西儒學提擧。至元二十三年，官至御史中丞。至元二十九年，以病告歸，南歸時病殁於山東臨清縣。

## 文化
- 莆仙戏《叶李娘》是寫葉李與其妻懿娘的故事。

## 延伸阅读
[在维基数据编辑]
 《元史/卷173》，出自宋濂《元史》
 《新元史/卷190》，出自柯劭忞《新元史》